# 大晚报
《大晚报》（Evening News）创刊于1932年的上海，是中国现代民营报业著名“四社”之一，创办人张竹平，经理兼主笔曾虚白。1932年2月12日，该报试发《国难特刊》。在曾虚白主持下，该报发行两个星期不到，销量已超过5万份，而且短短几个月的工夫，销量便一举达到8万份，超过《申报》、《新闻报》等老牌大报在上海的销量。“大晚夜报，夜饭吃饱”的童谣唱遍了上海的每一个角落，《大晚报》受读者欢迎的程度可见一斑。在《大晚报》出现前的上海报界，晚报只是不入流的小报，而它的迅速崛起令报界刮目相看，也引起了很多同业办晚报的兴趣，数月间新发刊的晚报有四、五种之多。《大晚报》的成功，堪称中国现代晚报发展史上的一段传奇。

## 历史

### 背景
《大晚报》创刊之前，上海并没有持久兴盛的大规模的晚报，创刊之后，几大晚报相继兴起。在民族危机的背景下，日本在1932年1月28日夜对上海当地中国驻军第十九路军发起攻击，一二八事變爆发，上海成为民族救亡的紧要阵地，爱国热情和对战况的关心，使得人民对于新闻的需求大幅增强，而日报的形式不能够完全满足人们这一需要，晚报能及时报道当天的战讯，因而十分受欢迎。

### 创刊
《大晚报》于民国21年（1932年）2月12日创刊，开始时临时命名为《国难特刊》，1932年4月15日起正式命名为《大晚报》。前《申报》经理张竹平主办，曾虚白任总经理兼总主笔。联合办事处的总经理为张竹平，《大晚报》属于“四社”——《时事新报》、《大陆报》、《大晚报》、申时电讯社——联合办事处管辖。编辑有汪倜然、崔万秋、张若谷等人。

### 办报初期
《大晚报》创办人张竹平早年毕业于上海圣约翰大学，同时拥有经营管理才能和办报理想。他选定了著名作家曾朴的长子曾虚白作为主笔，曾虚白同为圣约翰大学毕业，初涉报业，并无很多原有报业的积习，希望能给《大晚报》的创办带来创新。

#### 初期编辑特色

##### “白话化”与“杂志文”
当时许多报纸社论还用浅近文言。《大晚报》主张“白话化”，不仅新闻用白话编写，社论也用白话。《大陆报》因此称它为“白话侵入新闻纸社论的圣所而成功的《大晚报》”。另一方面，在国际新闻版中，常常译载Current History中的文章，作为解释与分析时事的辅助，颇受称许。

##### 注重通讯、特写
晚报要形成它的独立性，必须新闻面宽广，不与晨刊相冲突。《大晚报》一直注重地方通讯，取材着眼于社会、经济各点。它借助于《时事新报》外地的新网，稿源比较丰富，注意加强特别通讯与特写。《大晚报》之所以能在当时晚报中占权威地位，特别通讯数量之密，与通讯地点之普遍化，是一项重要因素。

##### 副刊设计
副刊分为两种形式：一种是供爱好文艺的读者作为研究间题和发表作品的园地，另一种是供一般市民欣赏玩味的读物。前者严肃，内容上精选上品，后者轻松，但不流于浅薄。

##### 参加社会活动
这是《大晚报》“主动介入、参与”社会新闻的一种尝试。该报参加过社会救济活动，在副刊中特辟专栏，协助青年发表作品。尤其是该报发起过“儿童健康与教育运动”，声誉因之有所提高，曾经轰动一时。

#### 市场定位
《大晚报》诞生以前的1920年代的上海，曾因市民获取战局消息的需要而出现过《中国晚报》、《东南晚报》、《申江晚报》等晚报，但存在时间都不长，“战局一停，晚报也就滞销了。”所谓的晚报也大都是把口报上的新闻缩编改写而已，因此被人称为小报。而《大晚报》创办人张竹平的构想是办一份具有一定规模的、能与早报相抗衡的晚报。
《大晚报》以“主流晚报”定位自身。下午上市的晚报可以把当天的新闻呈现给读者，恰好填补了早报留下的空白。晚报数量不少，但消息内容大多是缩编改写口报上的新闻，其他内容也格调不高，没有一份有影响力的晚报。《大晚报》的高起点定位其实正是抓住了上海报业格局的突破， 《大晚报》的受众定位明确。区别于《新闻报》、《申报》等主要针对埠内外工商界人士的受众定位，《大晚报》将受众定位为上海普通市民，既避免了与既有大报的直接交锋，也赢得了更为庞大的潜在受众群。

### 历史变迁

#### 张竹平时期
《大晚报》在将近14年（1932-1941;  1915-1949）的历史，从张竹平转手到孔祥熙，又转为英国人弗利特（B. H. FLeet）发行，再由《大晚报》总会计王乐三等人复刊。张竹平创办并管理的时期，十分盛行，甚至让给读者养成了一天看两次报的习惯。

#### 出售于孔祥熙
据曾虚白谈，在1933年黄郛主持华北政务前夕，他曾经应邀至上海市市长吴铁城家与黄郛作了一次长谈，从而对一于国民党政府“攘外必先安内”的国策有所领会。他说自从向膺白先生聆教之后，大晚的报道和评论，都在了解政府处境困难的心情下着笔。后来到1935年秋，张竹平在政治压力下，将“四社”（时事新报社、大陆报社、大晚报社、申时电讯社）出售给孔祥熙，《大晚报》属于“四社”之一，也成为孔家报纸。曾虚白在1937年扰战之初，即离开该报，赴南京从事战时国际宣传工作。

#### 抗战时期
1937年11月国民党軍隊退出上海後，《大晚报》继续出版，但须接受日方检查，因而报道立场只能偏向日方。1938年11月，英国人弗利特主持的英商独立出版公司出面发行《大晚报》，并在香港注册。《大晚报》回到抗日报刊阵营以后，受日伪的迫害以致停刊。

#### 抗战后至停刊
抗战胜利后，王乐三即与汪调然、王锦城共同筹备，《大晚报》于1945年9月1日在沪复刊。到1948年秋冬开始，《大晚报》经费困难，勉强支持到上海解放时停刊。

## 影响
《大晚报》出现前的上海报界，晚报只是不入流的小报，而它的迅速崛起令报界刮目相看，也引起了很多同业办晚报的兴趣，数月间新发刊的晚报有四五种之多。《大晚报》的成功引起了连锁反应，《新夜报》、《夜报》、《新闻夜报》和中文《大美晚报》等一批晚报相继创刊，并开始了互相竞争。兴起了晚报浪潮。大晚报不是最早的晚报，但在当时却也不得不说是一份成功的晚报。